# Нові Благородни
Нові Благоро́дни (рос. Новые Благородны, марій. Якименки) — присілок у складі Новотор'яльського району Марій Ел, Росія. Входить до складу Пектубаєвського сільського поселення.

## Населення
Населення — 10 осіб (2010; 7 у 2002).
Національний склад (станом на 2002 рік):
- росіяни — 72 %